# Beate Reifenscheid

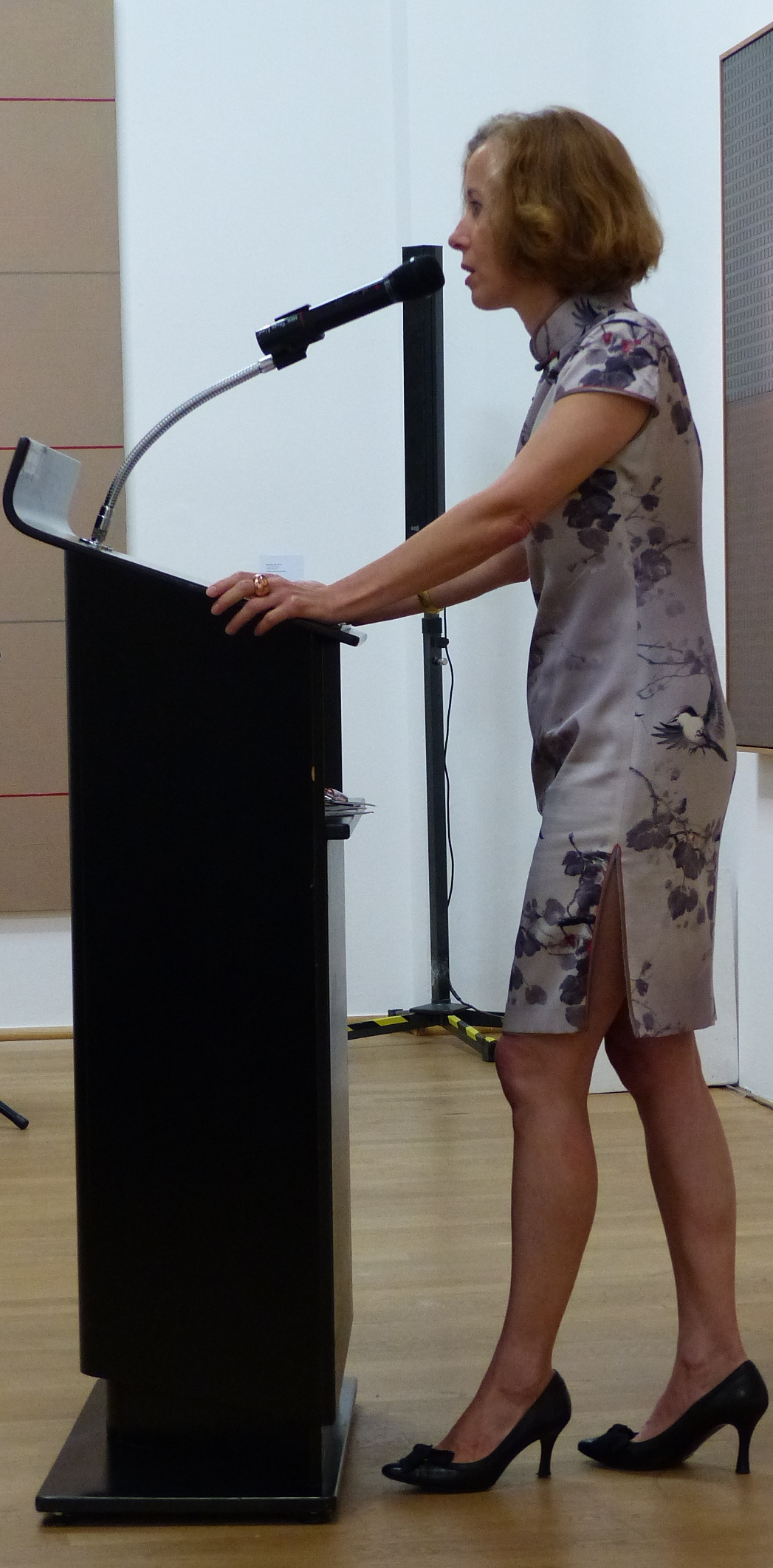
Eröffnung der Ausstellung Sean Scully.

Beate Reifenscheid (* 1961 in Gelsenkirchen) ist eine deutsche Kunsthistorikerin, Kuratorin und seit 1997 Direktorin des Ludwig Museums Koblenz.

## Leben
Beate Reifenscheid studierte Kunstgeschichte, Literaturwissenschaft, Germanistik, Publizistik und Kommunikationswissenschaft an der Ruhr-Universität Bochum und der Universität Complutense Madrid. 1988 promovierte sie in Bochum im Fach Kunstgeschichte bei Max Imdahl über die Rezeptionsgeschichte Raffaels im Almanach und Taschenbuch der Romantik und des Biedermeiers. Anschließend volontierte sie am Saarlandmuseum in Saarbrücken und war dort von 1991 bis 1997 Leiterin der Graphischen Sammlung und der Öffentlichkeitsarbeit. 1997 übernahm sie die Direktion des Ludwig Museums im Deutschherrenhaus in Koblenz.
Sie war ab 2000 Lehrbeauftragte und lehrt seit 2013 als Honorarprofessorin Kunstgeschichte an der Universität Koblenz-Landau. In den Jahren 2015 bis 2018 war sie Gastprofessorin an der Tianjin Academy of Fine Arts in China. Ein Schwerpunkt ihrer Arbeit als Kuratorin sind das Ausstellungswesen und die Verbindungen der zeitgenössischen Kunst zwischen Europa und China. 2016 kuratierte sie die erste große Ausstellung von Anselm Kiefer in China, im CAFA Art Museum in Peking. Sie stand in der Kritik, weil sie den Künstler nicht einbezogen hatte und die Ausstellung gegen seinen Willen und ohne ihn stattfand.
Von 2017 bis Ende 2022 war Beate Reifenscheid Präsidentin der deutschen Sektion im International Council of Museums.

## Publikationen (Auswahl)
Monografien
- Raffael im Almanach. Zur Raffaelrezeption in Almanachen und Taschenbüchern der Romantik und des Biedermeier (=Bochumer Schriften zur deutschen Literatur 24), Verlag Peter Lang, Frankfurt am Main 1991, ISBN 978-3-631-41983-0.
- Chagall und die Bühne, Kerber Verlag, Bielefeld 1996, ISBN 978-3-924639-45-7.

Ausstellungskataloge als Herausgeberin (Auswahl)
anlässlich von Ausstellungen im Ludwig-Museum im Deutschherrnhaus, Koblenz
- André Masson. Rebell des Surrealismus, Kerber Verlag, Bielefeld 1998, ISBN 978-3-933040-07-7.
- Die innere Notwendigkeit. Gedanken zu Musik, Malerei und Bühne bei Schönberg, Kandinsky und anderen, Kerber Verlag, Bielefeld 2000, ISBN 978-3-933040-56-5.
- Hermann-Josef Kuhna. Vom Anbeginn, au commencement, Kettler, Bönen 2006, ISBN 978-3-939825-08-1.[9]
- Daniel Spoerri, eaten by ..., Kerber Verlag, Bielefeld 2009, ISBN 978-3-86678-342-3.[10]
  - Essay: Über die Choreographie der Kunst von Spoerri. S. 7–20
- Heinz Mack. Licht der Zero-Zeit.  Kerber Verlag, Bielefeld 2009, ISBN 978-3-86678-334-8
- Wang Xiasong, Xiao Hui Wang. Introspection. Abstrakte Positionen zeitgenössischer Kunst aus China, Hirmer Verlag, München 2012, ISBN 978-3-7774-5991-2 (zwei Bände).
- Anselm Kiefer – Memorabilia, Silvana Editoriale, Mailand 2012, ISBN 978-88-366-2454-6.
- Howard Kanovitz – Visible Difference, mit Mark R. Hesslinger, Silvana Editoriale, Mailand 2017, ISBN 978-88-366-3616-7.